# Пильнянка
Пильнянка — село в Україні, у Краснокутській селищній громаді Богодухівського району Харківської області. Населення становить 38 осіб. До 2020 орган місцевого самоврядування — Мурафська сільська рада.

## Географія
Селище Пильнянка знаходиться на правому березі річки Мерчик, яка через 2 км впадає в річку Мерла. Вище за течією на відстані 2 км розташовані селища Сорокове і Володимирівка. На протилежному березі річки Мерла розташоване село Городнє. Селище оточене великим лісовим масивом (сосна).

## Історія
12 червня 2020 року, розпорядженням Кабінету Міністрів України № 725-р «Про визначення адміністративних центрів та затвердження територій територіальних громад Харківської області», увійшло до складу Краснокутської селищної громади.
19 липня 2020 року, в результаті адміністративно-територіальної реформи та ліквідації Краснокутського району, селище увійшло до складу Богодухівського району.

## Назва
Назва селища походить від слова «пильня» (місце, до пиляють деревину). У свою чергу, від назви селища походить псевдонім російського письменника Бориса Пильняка, який в юності влітку жив у Пильнянці та надсилав з неї свої оповідання до редакцій. Борис Пильняк започаткував напрям літератури, який називають «орнаментальною прозою», а письменників-послідовників цього напрямку у 1920-их роках називали «підпильнячниками».[джерело?]